# Holcosus quadrilineatus
Espèce
Synonymes
- Cnemidophorus quadrilineatus Hallowell, 1861
- Ameiva quadrilineata (Hallowell, 1861)
- Ameiva gabbiana Cope, 1876

Statut de conservation UICN

 LC  : Préoccupation mineure
Holcosus quadrilineatus est une espèce de sauriens de la famille des Teiidae.

## Répartition
Cette espèce se rencontre :
- dans l'Ouest de Panama ;
- au Costa Rica ;
- dans le sud-est du Nicaragua.

## Publication originale
- Hallowell, 1861 "1860" : Report upon the Reptilia of the North Pacific Exploring Expedition, under command of Capt. John Rogers, U. S. N. Proceedings of the Academy of Natural Sciences of Philadelphia, vol. 12, p. 480-510 (texte intégral).